# Campeonato Mundial de Halterofilismo de 2019 - Até 102 kg masculino
A categoria até 102 kg masculino foi um evento do Campeonato Mundial de Halterofilismo de 2019, disputado no Centro Nacional de Treinamento Esportivo Oriental, em Pattaya, na Tailândia, no dia 25 de setembro de 2019. 

## Calendário
Horário local (UTC+7)
| Dia            | Horário | Fase    |
| -------------- | ------- | ------- |
| 25 de setembro | 12:00   | Grupo B |
| 25 de setembro | 20:25   | Grupo A |

## Medalhistas
| Evento    | Ouro                      | Ouro   | Prata                     | Prata  | Bronze                 | Bronze |
| --------- | ------------------------- | ------ | ------------------------- | ------ | ---------------------- | ------ |
| Arranque  | Jin Yun-seong (KOR)       | 181 kg | Yauheni Tsikhantsou (BLR) | 180 kg | Samvel Gasparyan (ARM) | 178 kg |
| Arremesso | Reza Dehdar (IRI)         | 219 kg | Yauheni Tsikhantsou (BLR) | 218 kg | Dmytro Chumak (UKR)    | 217 kg |
| Total     | Yauheni Tsikhantsou (BLR) | 398 kg | Jin Yun-seong (KOR)       | 397 kg | Reza Dehdar (IRI)      | 394 kg |

## Recordes
Antes desta competição, o recorde mundial da prova era o seguinte:
| Recorde         | Tipo      | Atleta         | Peso   | Local | Data                  |
| Recorde Mundial | Arranque  | Padrão mundial | 191 kg |       | 1 de novembro de 2018 |
| Recorde Mundial | Arremesso | Padrão mundial | 231 kg |       | 1 de novembro de 2018 |
| Recorde Mundial | Total     | Padrão mundial | 412 kg |       | 1 de novembro de 2018 |

## Resultado
Os resultados foram os seguintes. 
| Pos.              | Atleta                     | Grupo | Arranque (kg) | Arranque (kg) | Arranque (kg) | Arranque (kg)     | Arremesso (kg) | Arremesso (kg) | Arremesso (kg) | Arremesso (kg)    | Total |
| Pos.              | Atleta                     | Grupo | 1             | 2             | 3             | Resultado         | 1              | 2              | 3              | Resultado         | Total |
| ----------------- | -------------------------- | ----- | ------------- | ------------- | ------------- | ----------------- | -------------- | -------------- | -------------- | ----------------- | ----- |
| Medalha de ouro   | Yauheni Tsikhantsou (BLR)  | A     | 175           | 180           | 182           | Medalha de prata  | 212            | 213            | 218            | Medalha de prata  | 398   |
| Medalha de prata  | Jin Yun-seong (KOR)        | A     | 176           | 181           | 183           | Medalha de ouro   | 211            | 216            | 219            | 4                 | 397   |
| Medalha de bronze | Reza Dehdar (IRI)          | A     | 167           | 172           | 175           | 6                 | 208            | 217            | 219            | Medalha de ouro   | 394   |
| 4                 | Dmytro Chumak (UKR)        | A     | 176           | 176           | 176           | 4                 | 213            | 217            | 217            | Medalha de bronze | 393   |
| 5                 | Samvel Gasparyan (ARM)     | A     | 171           | 175           | 178           | Medalha de bronze | 212            | 216            | 216            | 6                 | 390   |
| 6                 | Han Jung-hoon (KOR)        | A     | 160           | 160           | 164           | 10                | 205            | 214            | 219            | 5                 | 378   |
| 7                 | Reza Beiralvand (IRI)      | A     | 170           | 175           | 176           | 7                 | 206            | 214            | 216            | 8                 | 376   |
| 8                 | Aleksandr Kibanov (RUS)    | A     | 158           | 163           | 167           | 9                 | 199            | 204            | 209            | 7                 | 376   |
| 9                 | Andrei Arlionak (BLR)      | A     | 168           | 171           | 175           | 5                 | 195            | 200            | 203            | 12                | 375   |
| 10                | Irakli Chkheidze (GEO)     | A     | 163           | 167           | 167           | 11                | 198            | 204            | 213            | 10                | 367   |
| 11                | Artur Mugurdumov (ISR)     | B     | 155           | 156           | 160           | 12                | 193            | 198            | 205            | 9                 | 365   |
| 12                | Sunnatilla Usarov (UZB)    | A     | 168           | 173           | 173           | 8                 | 190            | 195            | 200            | 14                | 363   |
| 13                | Kostiantyn Reva (UKR)      | A     | 158           | 158           | 163           | 14                | 200            | 208            | 208            | 11                | 358   |
| 14                | Resul Elvan (TUR)          | B     | 154           | 158           | 162           | 13                | 192            | 196            | 198            | 13                | 356   |
| 15                | Leho Pent (EST)            | B     | 150           | 154           | 156           | 15                | 190            | 195            | 196            | 15                | 346   |
| 16                | Jiří Gasior (CZE)          | B     | 144           | 148           | 150           | 17                | 185            | 191            | 191            | 16                | 335   |
| 17                | Simon Darville (DEN)       | B     | 140           | 145           | 148           | 18                | 175            | 180            | 185            | 17                | 328   |
| 18                | Hernán Viera (PER)         | B     | 130           | 135           | 138           | 19                | 170            | 175            | 190            | 18                | 313   |
| 19                | Seamus O'Conchubhair (IRL) | B     | 125           | 130           | 130           | 21                | 163            | 168            | 171            | 19                | 301   |
| 20                | Ruben Burger (RSA)         | B     | 130           | 130           | 135           | 20                | 160            | 165            | 170            | 20                | 300   |
| —                 | Mohanad Abdul-Hasan (IRQ)  | B     | 152           | 152           | 156           | 16                | 190            | 192            | 192            | —                 | —     |
| —                 | Bokang Kagiso (BOT)        | B     | 135           | 135           | 135           | —                 | —              | —              | —              | —                 | —     |